# Dornier Do 24
Dornier Do 24 — немецкая трёхмоторная летающая лодка, разработанная компанией Dornier Flugzeugwerke для морского патрулирования и выполнения спасательных операций. Согласно записям Дорнье, данным самолётом за время его эксплуатации было спасено около 12 000 человек. Всего с 1937 по 1945 год было построено 279 машин этого типа.

## Конструкция и история создания
Dornier Do 24 был разработан по заказу голландских ВМС для замены самолетов Dornier Wal, использовавшихся в то время в Голландской Ост-Индии. По конструкции это был цельнометаллический моноплан с широким фюзеляжем и стабилизирующими спонсонами.
В качестве силовой установки применялись три радиальных двигателя, расположенных над крылом. Первые две машины были оснащены дизелями Junkers Jumo 205C мощностью 447 кВт (600 лс). Следующие два — Wright R-1820-F52 Cyclone мощностью 652 кВт (875 лс). Это было сделано в целях унификации силовой установки с самолётами Martin 139 по требованию голландского заказчика. Третий Do 24 с двигателями «Циклон» впервые поднялся в воздух 3 июля 1937 года. Шесть машин для Голландии были изготовлены под индексом Do 24K-1 в Германии, в то время как остальная серия была построена по лицензии компанией Aviolanda уже непосредственно в Нидерландах (с индексом Do 24K-2).
Однако до начала немецкой оккупации Голландии на заводах Aviolanda успели построить всего 25 машин. После этого к самолету проявили интерес в Люфтваффе, и производство продолжилось под контролем немецких специалистов. 11 машин были укомплектованы двигателями Wright Cyclone, купленными ранее Голландией, на более поздние ставили BMW Bramo 323R-2. Все последующие 159 экземпляров Do 24 были произведены в ходе оккупации под индексом Do 24T-1.
Другая линия по производству Do 24 была организована во Франции, в городе Сартрувиль на базе завода компании Potez-CAMS перед войной вошедшего в состав гособъединения SNCAN. За время оккупации на заводе было собрано 48 машин. После освобождения завод не был остановлен и собрал ещё 40 Do 24, которые использовались ВВС Франции до 1952 года.
| Модификация | Dornier | Aviolanda | SNCAN | Всего | Период                       |
| ----------- | ------- | --------- | ----- | ----- | ---------------------------- |
| Прототипы   | 3       |           |       | 3     |                              |
| K-1         | 28      |           |       | 28    | январь 1938 — сентябрь 1939  |
| K-2         | 1       | 7         |       | 8     | декабрь 1939 — март 1940     |
| N           |         | 13        |       | 13    | июль 1940 — 1941             |
| T-1         |         | 11        |       | 11    | август 1941 — октябрь 1941   |
| T-2         |         | 38        |       | 38    | ноябрь 1941 — сентябрь 1942  |
| T-3         |         | 125       | 47    | 172   | октябрь 1942 — сентябрь 1944 |
| Do-24       |         |           | 40    | 40    | 1945 — 1947                  |
| Итого       | 32      | 194       | 87    | 313   |                              |

## История применения

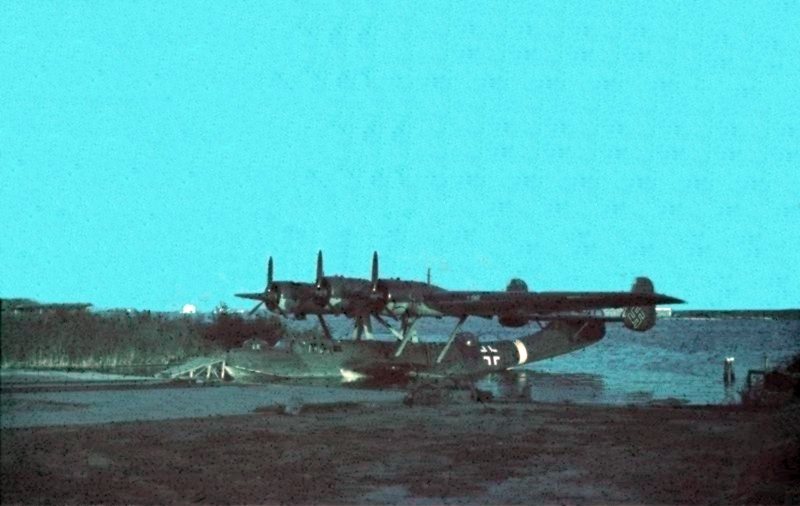
Do 24, принадлежавший Люфтваффе. Румыния, 1941 год

### Нидерланды и Австралия
До момента оккупации Голландии в июне 1940 года, в Ост-Индию было отправлено 37 построенных в Голландии и Германии Do 24. Вплоть до конца войны эти самолёты летали с трёхцветными кокардами. Позднее, для исключения путаницы с британскими и французскими обозначениями, голландские самолеты стали нести символику, состоящую из оранжевого треугольника с чёрной окантовкой. После вторжения Японии, в феврале 1942 года шесть оставшихся Do 24 были переданы ВВС Австралии, где использовались для транспортировки военных грузов в Новой Гвинее, что поставило Do 24 в довольно узкий ряд типов самолетов, принимавших участие в боевых действиях одновременно с обеих воевавших во Второй мировой войне сторон.

### Швеция
В ходе войны 31 октября 1944 года один Do 24 (CM+RY, Seenotgruppe 81) совершил вынужденную посадку в нейтральной Швеции, был интернирован, затем выкуплен при посредничестве компании AB Industridiesel за 250 000 крон, и, после ремонта на заводе CVV использовался в авиафлотилии F 2 Рослаген до 1952 года как невооружённый патрульный самолёт.

### Испания
В 1944 году 12 построенных в Голландии Do 24T-3 были отправлены в Испанию для помощи сбитым летчикам обеих воевавших сторон. Эти машины находились на базе гидросамолетов Полленса (Майорка). После войны несколько построенных во Франции Do 24 также были отправлены в Испанию. Там эти самолеты прослужили до 1967 года, и, возможно, позднее. В 1971 году один из последних летающих Do 24 был возвращен на предприятие Дорнье для установки в качестве музейного экспоната.

## Варианты

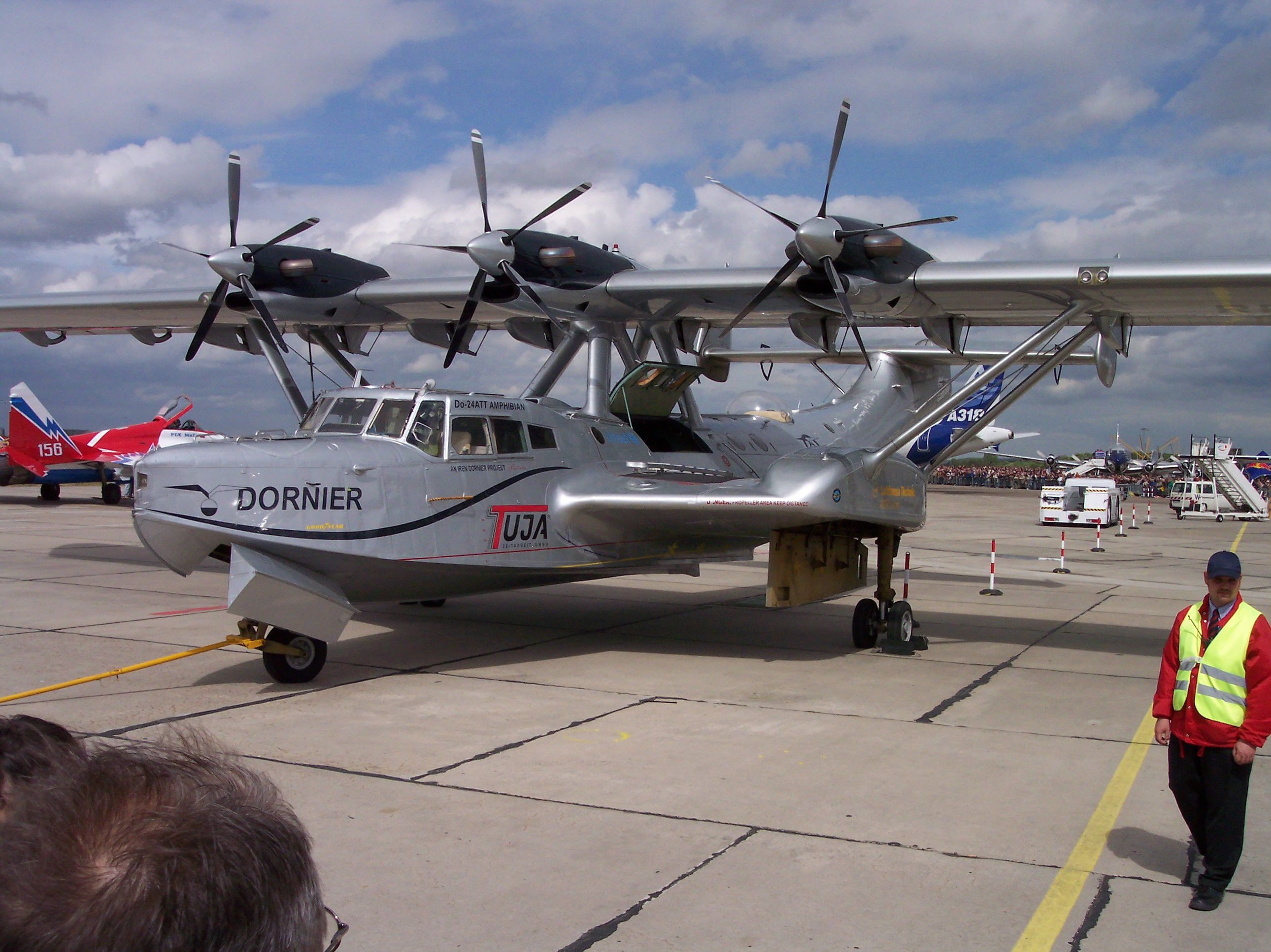
Восстановленный Do-24 ATT с турбовинтовыми двигателями Pratt & Whitney Canada PT6A-45

Do 24 V1
Опытный самолёт, испытывался Люфтваффе с тремя рядными двигателями Junkers Jumo 205C (600 л.с. / 450 кВт).
Do 24 V2
Опытный самолёт для испытаний Люфтваффе, сходный с V1
Do 24 V3
Опытный самолёт для Нидерландов с тремя звездообразными двигателями Wright R-1820-F52 Cyclone (880 л.с. / 660 кВт). Позже стал первым из серии Do 24K-1, и, таким образом, первым взлетевшим Do 24. Присвоен серийный номер X-1.
Do 24 V4
Второй K-1 для Нидерландов, номер X-2.
Do 24K-1
Швейцария и Голландия по лицензии, 36 машин. Для перегонов в Голландию со швейцарского завода был назначен немецкий гражданский код D-AYWI.
Do 24K-2
Голландия по лицензии, три двигателя Wright R-1820-G102 (1000 л.с. / 746 кВт), 1 машина завершена постройкой, остальные 13 корпусов были захвачены немецкими войсками, далее переделаны под спасательные 24N-1.
Do 24N-1
Голландия для Люфтваффе, морские спасатели, дополнительные люки и подъёмник. Три двигателя Wright R-1820-G102 (1000 л.с. / 746 кВт), по исчерпанию их запасов устанавливались BMW 132N (865 л.с. / 645 кВт); 11 или 13 машин.
Do 24T-1
Франция, 48 машин
Do 24T-1
Голландия для Люфтваффе. Три двигателя BMW Bramo 323R-2 Fafnir, 159 машин (включая T-2 и T-3).
Do 24T-2
Do 24T-1 с небольшими изменениями.
Do 24T-3
Do 24T-1 с небольшими изменениями.
Do 24 ATT
Послевоенная достройка с тремя турбовинтовыми Pratt & Whitney Canada PT6A-45, одна машина.
Do 318
Один Do 24T, с установленной в 1944 году системой контроля приграничного слоя.

## Параметры (Do 24T-1)

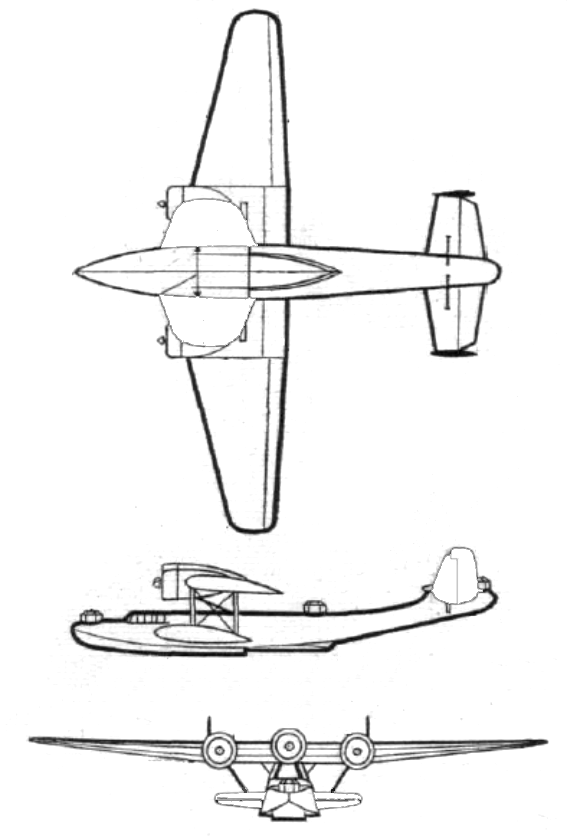
Схема Do 24

Источник данных: Aircraft of the Third Reich Volume one, German Aircraft of the Second World War, The Cosmopolitan Dornier...Last of the Sponson 'Boats

Технические характеристики
- Экипаж: 3+ чел.
- Длина: 22,05 м
- Размах крыла: 27 м
- Высота: 5,75 м
- Площадь крыла: 108 м²
- Масса пустого: 9 400 кг
- Нормальная взлётная масса: 13 700 кг
- Максимальная взлётная масса: 18 400 кг
- Силовая установка: 3 ×  Bramo 323R-2 Fafnir, 9-цилиндровые радиальные двигатели
- Мощность двигателей: 3 × 944 л.с. (3 × 704 кВт)
- Воздушный винт: трёхлопастные VDM, изменяемого шага

Лётные характеристики
- Максимальная скорость: 330 км/ч (на 2 600 м), 290 км/ч на уровне моря
- Крейсерская скорость: 295 км/ч (на 2 600 м)
- Практическая дальность: 2 900 км
- Перегоночная дальность: 4 700 км
- Практический потолок: 7 500 м
- Скороподъёмность: 2 000 м за 6 минут, 4 000 м за 13 мин 12 сек

Вооружение
- Стрелково-пушечное: 1 × 20-мм пушка MG 151, 2 × 7,92-мм пулемёта MG 15
- Бомбы: 12 × 50 кг

## Операторы
Германия
- Люфтваффе:

 Нидерланды
- авиация ВМС Нидерландов: до немецкой оккупации 37 машин было отправлено в Ост-Индию.

 Австралия
- ВВС Австралии: 6 нидерландских самолётов, один продолжал полёты для разведки Нидерландов, остальные 5 служили в 41-й морской транспортной эскадрилье в Квинсленде[8])

 Швеция
- авиация ВМС Швеции: 1 интернированный самолёт немецкой Seenotgruppe 81, CM+RY 1944-52 (как Tp 24), 1944-51.

 Испания
- ВВС Испании: 12 полученных от Германии самолётов, обозначавшихся HR-5 и HD-5; возможно также 26 лицензионных самолётов CASA.

 Франция
- Авиация ВМС Франции (послевоенная): 40 самолётов, 1944-53.

 Норвегия
- Королевские ВВС Норвегии (послевоенные)

 СССР
- Полярная авиация (несколько бывших трофейных машин)[9]

## Сохранившиеся экземпляры

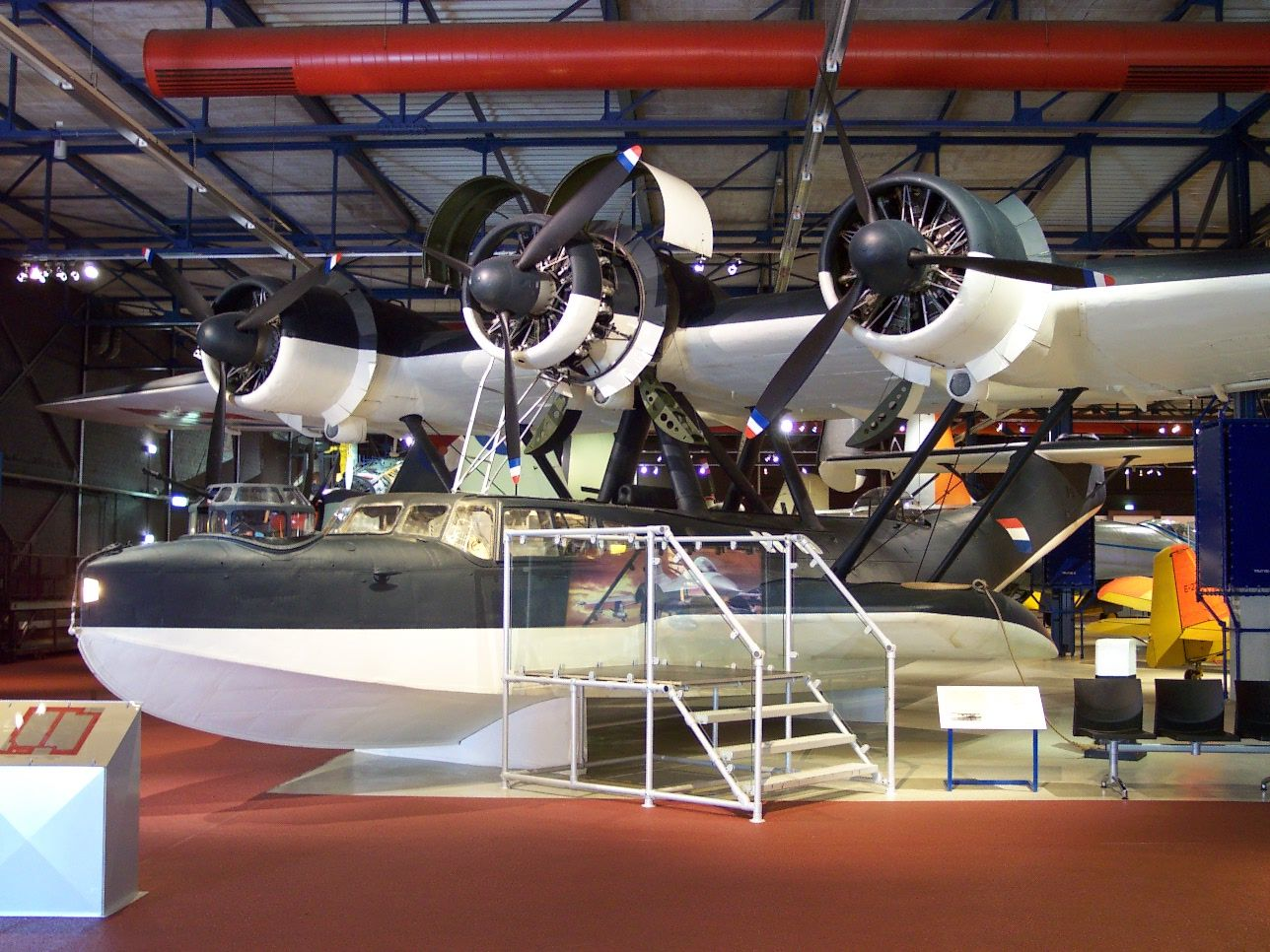
Dornier Do 24 в современной экспозиции

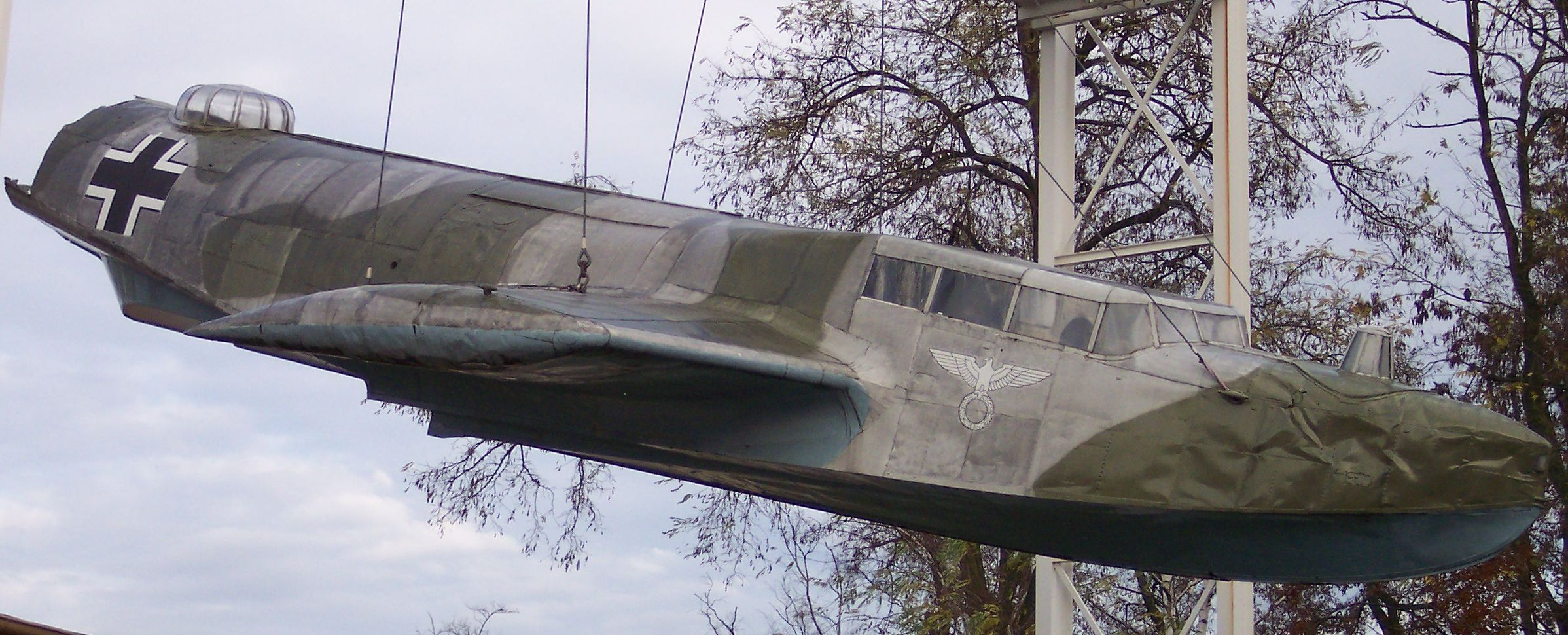
Передняя часть фюзеляжа Dornier Do 24 со спонсоном в музее Technikmuseum Speyer, поднятая со дна озера Мюриц.

В настоящий момент сохранилось четыре экземпляра Dornier Do 24:
- В феврале 2004 г. восстановленный Do-24 ATT с современными двигателями совершил кругосветный полёт с миссией UNICEF для помощи детям Филиппин. Пилотировался самолет Ирен Дорнье, внуком основателя компании Дорнье Клаудиуса Дорнье. После завершения работы с UNICEF самолет работает на специальной чартерной линии компании South East Asian Airlines .
- Один Do 24T-3 находится в музее голландских ВВС в Соэстерберге (Soesterberg), в раскраске морской авиации ВМС Голландии. Самолет восстановлен до состояния, позволяющего поднять его в воздух после небольшой подготовки.
- Один Do 24T-3 находится в экспозиции Flugwerft Schleißheim Немецкого музея в Мюнхене в Обершлайсхайме.
- Один Do 24T-3 находится в Museo del Aire в Мадриде
- Один Do 24ATT Amphibian находится во Фридрихсхафен в компании Pro Jet.